# کفری
کِفری (به عربی: كفري) (به کردی: کفری Kifrî) شهری است در استان دیاله کشور عراق.
این شهر مرکز شهرستان کفری است و در ۱۸۴ کیلومتری جنوب سلیمانیه در کوهپایهٔ کوه باباشهسوار (به کردی و عربی: باباشاسوار Baba Şaswar) واقع شده‌است.
شهر کفری به خاطر درخت‌های کنار خود شهرت دارد و چند چاه نفت که ادامه میدان نفتی کرکوک هستند در پیرامون آن قرار دارد. مردم آن از کردها و ترکمن‌های عراقی  هستند. طایفه‌های اصلی کرد ساکن کفری عبارتند از داودی، جاف، زنگنه، همه‌وند و گیژ.
از محله‌های پیرامون شهر می‌توان از سرقلعه، زنانه، کوکس و خان نام برد. دو شهرک جباره (۱۰ کیلومتری جنوب کفری) و قره‌تپه (۲۵ کیلومتری جنوب کفری) پیش از این از توابع شهر کفری بودند، اما پس از سال ۲۰۰۳ به خانقین پیوستند و در روند انتخابات مجلس نمایندگان عراق در استان دیاله رای می‌دهند.
گفته می‌شود نام کفری از واژه عربی «کفر» به معنی درخت گز گرفته شده‌است.